# Niculițel (gmina)
Niculițel – gmina w Rumunii, w okręgu Tulcza. Obejmuje tylko jedną miejscowość Niculițel. W 2011 roku liczyła 2522 mieszkańców. 